# Przestrzeń unormowana
Przestrzeń unormowana – przestrzeń liniowa, w której określono pojęcie normy będące uogólnieniem pojęcia długości (modułu) wektora w przestrzeni euklidesowej.
Przestrzenie unormowane pojawiają się w różnych działach matematyki, jak np. analiza matematyczna, rachunek prawdopodobieństwa czy równania różniczkowe.
Podwaliną powstania teorii przestrzeni unormowanych stały się badania zainicjowane przez matematyków w pierwszej połowie XX w. nad przestrzeniami Banacha. Przestrzeniami Banacha są przestrzenie unormowane, takie że norma indukuje metrykę, przy czym metryka ta ma szczególną własność – jest zupełna.
Teoria przestrzeni unormowanych, szczególnie teoria przestrzeni Banacha, jest jedną z głównych gałęzi analizy funkcjonalnej.

## Definicje: normy, przestrzeni unormowanej
Niech {\displaystyle X} będzie przestrzenią liniową nad ciałem {\displaystyle K} liczb rzeczywistych bądź zespolonych.
Odwzorowanie {\displaystyle \|{\cdot }\|\colon X\to [0,\infty )} nazywa się normą w przestrzeni {\displaystyle X,} jeśli dla wszystkich elementów {\displaystyle x,y\in X} i skalarów {\displaystyle \alpha \in K} spełnia następujące warunki:
1. niezdegenerowania
{\displaystyle \|x\|=0\Rightarrow x=0;}
2. dodatniej jednorodności
{\displaystyle \|\alpha x\|=|\alpha |\|x\|;}
3. nierówności trójkąta (podaddytywności)
{\displaystyle \|x+y\|\leqslant \|x\|+\|y\|.}

Przestrzeń {\displaystyle X} z określoną normą {\displaystyle \|{\cdot }\|} nazywa się przestrzenią unormowaną.
Uwagi
(1) Każde odwzorowanie spełniające warunek 2. spełnia również warunek
{\displaystyle x=0\Rightarrow \|x\|=0.}
(2) Z tego powodu wielu autorów zamiast warunku 1. przyjmuje następujący warunek
{\displaystyle \|x\|=0\Leftrightarrow x=0.}

## Przykłady norm
P-normy

Kule (koła) jednostkowe na płaszczyźnie dwuwymiarowej w sensie norm i

W przestrzeniach współrzędnych {\displaystyle X=\mathbb {R} ^{n}} lub {\displaystyle X=\mathbb {C} ^{n}} można wprowadzić wiele norm. Niech {\displaystyle \mathbf {x} =(x_{1},\dots ,x_{n})\in X.}
Funkcje postaci
{\displaystyle \|\mathbf {x} \|_{p}={\big (}|x_{1}|^{p}+|x_{2}|^{p}+\ldots +|x_{n}|^{p}{\big )}^{1/p}}
są normami dla {\displaystyle 1\leqslant p<\infty ,} nazywanymi p-tymi normami.
Normę {\displaystyle \|{\cdot }\|_{2}} nazywa się normą euklidesową i oznacza po prostu {\displaystyle |{\cdot }|,} o ile nie prowadzi to do nieporozumień.
Norma maximum
W przestrzeni {\displaystyle X} można wyróżnić także normę maksimum zadaną wzorem
{\displaystyle \|\mathbf {x} \|_{\infty }=\max {\big \{}|x_{i}|\colon \,i=1,\dots ,n{\big \}}.}
Jej oznaczenie jest zgodne z p-tymi normami w tym sensie, iż {\displaystyle \|\mathbf {x} \|_{p}\to \|\mathbf {x} \|_{\infty }} przy {\displaystyle p\to \infty .}
Norma supremum
Jeżeli {\displaystyle K} jest przestrzenią zwartą, to przestrzeń {\displaystyle C(K)} wszystkich rzeczywistych funkcji ciągłych, określonych na {\displaystyle K,} jest przestrzenią unormowaną (a nawet przestrzenią Banacha) z normą daną wzorem
{\displaystyle \|f\|=\sup\{|f(x)|\colon x\in K\}.}

## Norma indukowana przez iloczyn skalarny
Tw. 1
Jeśli {\displaystyle X} jest przestrzenią unitarną z iloczynem skalarnym {\displaystyle \langle \cdot ,\cdot \rangle ,} to dla dowolnego {\displaystyle x\in X} wzór
{\displaystyle \|x\|:={\sqrt {\langle x,x\rangle }}}
definiuje normę w tej przestrzeni.
Df. 2
Normą generowaną (indukowaną) przez iloczyn skalarny nazywa się normę zdefiniowaną w oparciu o iloczyn skalarny.
Tw. 2 (tożsamość równoległoboku)
Normy generowane przez iloczyn skalarny spełniają tożsamość równoległoboku, tzn.
{\displaystyle 2\|x\|^{2}+2\|y\|^{2}=\|x+y\|^{2}+\|x-y\|^{2}.}
Tw. 3 (tożsamość polaryzacyjna)
Jeśli norma danej przestrzeni nie spełnia tożsamości równoległoboku, to nie można w niej wprowadzić iloczynu skalarnego; jeśli jednak spełnia ona tę tożsamość, to iloczyn skalarny zadany jest za pomocą następującej tożsamości polaryzacyjnej:
{\displaystyle \langle x,y\rangle ={\tfrac {1}{4}}\sum _{k=0}^{3}i^{k}\|x+i^{k}y\|^{2}={\tfrac {1}{4}}\left(\|x+y\|^{2}-\|x-y\|^{2}+i\|x+iy\|^{2}-i\|x-iy\|^{2}\right).}

## Równoważność norm
Df. 3 (równoważności norm)
Dwie normy przestrzeni liniowej nazywane są równoważnymi, gdy metryki przez nie generowane wyznaczają tę samą topologię.
Uwaga: Badanie równoważności norm sprowadza się z powyższej racji do badania równoważności metryk.
Tw. 4 (o równoważności norm)
Warunkiem koniecznym i wystarczającym równoważności norm {\displaystyle \|{\cdot }\|_{1},\ \|{\cdot }\|_{2}} w przestrzeni {\displaystyle X} jest istnienie dwóch takich dodatnich liczb rzeczywistych {\displaystyle c,C,} które dla każdego elementu {\displaystyle x\in X} spełniają warunek
{\displaystyle c\|x\|_{1}\leqslant \|x\|_{2}\leqslant C\|x\|_{1}.}
Tw. 5 (o zupełności norm)
Z powyższego wynika bezpośrednio, że:
Jeżeli dwie normy w danej przestrzeni są równoważne oraz jedna z nich jest zupełna (w sensie metryk przez nie indukowanych), to druga również jest zupełna.
Tw. 6
W skończeniewymiarowej (rzeczywistej bądź zespolonej) przestrzeni liniowej istnieje dokładnie jedna topologia liniowa – oznacza to, że wszystkie normy są takiej przestrzeni parami równoważne i zupełne.
Tw. 7
W każdej nieskończeniewymiarowej (rzeczywistej bądź zespolonej) przestrzeni liniowej można wprowadzić nieskończenie wiele parami nierównoważnych norm.

## Przykłady przestrzeni unormowanych
(1) Przestrzenie należące do przestrzeni Banacha, np. przestrzenie Lp, przestrzenie Sobolewa, przestrzenie Hardy’ego.
(2) Każda podprzestrzeń liniowa przestrzeni Banacha, która nie jest domknięta, jest przestrzenią unormowaną (ale nie jest przestrzenią Banacha).
(3) Przestrzeń {\displaystyle c_{00}} wszystkich ciągów liczbowych, których tylko skończenie wiele wyrazów jest niezerowych jest przestrzenią unormowaną, ale niezupełną (przestrzeń ta jest podprzestrzenią przestrzeni {\displaystyle \ell ^{\infty }}).
(4) Przestrzeń funkcji całkowalnych w sensie Pettisa (o wartościach w przestrzeni nieskończeniewymiarowej) – to przestrzeń unormowana, ale niezupełna.

## Norma a metryka i topologia

### Metryka indukowana przez normę
W przestrzeni unormowanej {\displaystyle X} wzór
{\displaystyle d(x,y)=\|x-y\|}
dla {\displaystyle x,y\in X} definiuje metrykę na przestrzeni {\displaystyle X.} Mówimy, że norma indukuje metrykę.

### Topologia indukowana przez normę
Topologia indukowana przez normę przestrzeni {\displaystyle X} jest liniowa w tym sensie, że przestrzeń liniowa {\displaystyle X} wraz z tą topologią tworzy przestrzeń liniowo-topologiczną (tzn. działania dodawania wektorów i działania mnożenia wektora przez skalar są ciągłe w sensie topologii produktowych, odpowiednio w {\displaystyle X\times X} i {\displaystyle K\times X}), która jest ponadto lokalnie wypukła L standardową bazą lokalną otoczeń zera tej przestrzeni, złożoną z absolutnie wypukłych zbiorów domkniętych jest rodzina
{\displaystyle {\mathcal {B}}_{0}={\Big \{}{\overline {B}}\left(0,{\tfrac {1}{n}}\right)\colon n=1,2,\dots {\Big \}}}
kul domkniętych o środku w zerze i promieniu {\displaystyle {\tfrac {1}{n}}.}
Z drugiej strony, tzw. kryterium Kołmogorowa podaje warunek konieczny i wystarczający na to, aby w danej przestrzeni liniowo-topologicznej można było wprowadzić normę wyznaczającą wyjściową topologię przestrzeni (o przestrzeniach tego typu mówi się, że są normowalne): przestrzeń liniowo-topologiczna jest normowalna wtedy i tylko wtedy, gdy jest T1 oraz zawiera wypukłe i ograniczone otoczenie zera (funkcjonał Minkowskiego wypukłego i ograniczonego otoczenia zera jest normą, która wyznacza wyjściową topologię przestrzeni).

### Przestrzenie sprzężone i przestrzenie operatorów
Jeżeli {\displaystyle X} jest dowolną przestrzenią liniową nad ciałem {\displaystyle K,} to przestrzeń {\displaystyle {\text{Hom}}(X,K)} funkcjonałów liniowych określonych na {\displaystyle X} i o wartościach w {\displaystyle K} oznacza się zwykle symbolem {\displaystyle X'} i nazywa przestrzenią sprzężoną algebraicznie do {\displaystyle X.}
W kontekście przestrzeni unormowanych rozważa się jednak częściej rodzinę tych funkcjonałów liniowych na nich określonych, które są ciągłe: tworzą one przestrzeń {\displaystyle X^{*},} nazywaną przestrzenią sprzężoną topologicznie; w przestrzeni tej można w naturalny sposób wprowadzić normę operatorową. Na mocy twierdzenia Banacha-Steinhausa przestrzenie sprzężone do przestrzeni unormowanych są zawsze przestrzeniami Banacha (ograniczając się do przestrzeni nad ciałem liczb rzeczywistych bądź zespolonych), niezależnie od tego, czy przestrzeń {\displaystyle X} jest zupełna.
Każdą przestrzeń unormowaną X można izometrycznie zanurzyć w drugą przestrzeń sprzężoną {\displaystyle X^{**},} poprzez odwzorowanie
{\displaystyle \kappa \colon X\to X^{**}}
dane wzorem
{\displaystyle \kappa (x)x^{*}=x^{*}x,\,x^{*}\in X^{*}.}
Z twierdzenia Goldstine’a wynika, że obraz przestrzeni X poprzez odwzorowanie {\displaystyle \kappa } jest gęstym podzbiorem {\displaystyle X^{**}} w sensie {\displaystyle X^{*}}-topologii. Ważną klasę przestrzeni unormowanych stanowią przestrzenie refleksywne, tzn. te przestrzenie unormowane dla których odwzorowanie {\displaystyle \kappa } jest suriekcją. Przestrzeń {\displaystyle X^{**}} jest przestrzenią Banacha niezależnie od tego czy X ma tę własność, a więc każda unormowana przestrzeń refleksywna jest automatycznie przestrzenią Banacha.
Z każdą parą {\displaystyle (X,Y)} przestrzeni unormowanych można stowarzyszyć przestrzeń {\displaystyle \operatorname {L} (X,Y)} wszystkich ciągłych operatorów liniowych {\displaystyle X\to Y.} W przestrzeni {\displaystyle \operatorname {L} (X,Y)} wprowadza się normę wzorem
{\displaystyle {\begin{aligned}\|\operatorname {A} \|&=\inf {\big \{}c>0\colon \|\operatorname {A} x\|\leqslant c\|x\|,\,x\in X{\big \}}\\&=\sup {\big \{}\|\operatorname {A} x\|\colon x\in X,\,\|x\|\leqslant 1{\big \}}\\&=\sup\{\|\operatorname {A} x\|\colon x\in X,\,\|x\|=1{\big \}}\\&=\sup \left\{{\tfrac {\|\operatorname {A} x\|}{\|x\|}}\colon \,x\in X,\,x\neq 0\right\},\quad \operatorname {A} \in \operatorname {L} (X,Y)\end{aligned}}}
Ostatnie dwie równości mają sens tylko w przypadku, gdy {\displaystyle X} jest przestrzenią nietrywialną.

## Pseudonorma. Przestrzeń pseudounormowana
Df. 3
Niech {\displaystyle X} będzie przestrzenią liniową nad ciałem {\displaystyle K} liczb rzeczywistych bądź zespolonych.
Odwzorowanie {\displaystyle \|{\cdot }\|\colon X\to [0,\infty )} nazywa się pseudonormą w przestrzeni {\displaystyle X,} jeśli dla wszystkich elementów {\displaystyle x,y\in X} i skalarów {\displaystyle \alpha \in K} spełnia następujące warunki:
1. dodatniej jednorodności
{\displaystyle \|\alpha x\|=|\alpha |\|x\|;}
2. nierówności trójkąta (podaddytywności)
{\displaystyle \|x+y\|\leqslant \|x\|+\|y\|.}

Uwaga:
Powyższa funkcja {\displaystyle \|{\cdot }\|} nie spełnia 1-go warunku, określającego normę - niezdegenerowania) - tj. nie jest prawdą, że dla każdego {\displaystyle x:\|x\|=0\Rightarrow x=0.}
Df. 4 Przestrzeń {\displaystyle X} z określoną pseudonormą {\displaystyle \|{\cdot }\|} nazywa się przestrzenią pseudounormowaną.